# Eta de l'Hidra Femella
Eta de l'Hidra Femella (η Hydrae) és un estel a la constel·lació de l'Hidra Femella de magnitud aparent +4,30. D'acord a la nova reducció de les dades de paral·laxi d'Hipparcos, s'hi troba a 586 anys llum (180 parsecs) respecte al sistema solar.
No té nom propi habitual, si bé va rebre, per part d'Ulugh Beg, el nom de Min al Azʽal, «pertanyents a la zona deshabitada», juntament amb δ Hydrae, ε Hydrae, ζ Hydrae, ρ Hydrae i Al Minliar al Shuja (σ Hydrae).

## Característiques
Eta Hydrae és un estel blanc-blavenc de la seqüència principal de tipus espectral B3V, semblant, per exemple, a Benetnasch (η Ursae Majoris). Té una temperatura efectiva de 18.700 K i la seva lluminositat bolomètrica és 2.680 vegades superior a la lluminositat solar. A partir del seu diàmetre angular —0,254 mil·lisegons d'arc— i coneixent la distància a la qual s'hi troba, es pot avaluar el seu diàmetre, sent aquest 4,9 vegades més gran que el del Sol. Gira sobre si mateixa amb una velocitat de rotació projectada de 101 ± 5 km/s. Té una massa estimada d'entre 6,75 i 7,0 masses solars i una edat de 31,6 ± 3,9 milions d'anys.
Encara que Eta Hydrae ha estat considerada una variable Beta Cephei —figura com a tal en el Catàleg General d'Estrelles Variables amb una variació de lluentor de 0,06 magnituds—, posteriors estudis posen en dubte aquesta variabilitat.